# PPARA
PPARA (англ. Peroxisome proliferator activated receptor alpha) – білок, який кодується однойменним геном, розташованим у людей на короткому плечі 22-ї хромосоми. Довжина поліпептидного ланцюга білка становить 468 амінокислот, а молекулярна маса — 52 225.
| 10         |  | 20         |  | 30         |  | 40         |  | 50         |
| ---------- |  | ---------- |  | ---------- |  | ---------- |  | ---------- |
| MVDTESPLCP |  | LSPLEAGDLE |  | SPLSEEFLQE |  | MGNIQEISQS |  | IGEDSSGSFG |
| FTEYQYLGSC |  | PGSDGSVITD |  | TLSPASSPSS |  | VTYPVVPGSV |  | DESPSGALNI |
| ECRICGDKAS |  | GYHYGVHACE |  | GCKGFFRRTI |  | RLKLVYDKCD |  | RSCKIQKKNR |
| NKCQYCRFHK |  | CLSVGMSHNA |  | IRFGRMPRSE |  | KAKLKAEILT |  | CEHDIEDSET |
| ADLKSLAKRI |  | YEAYLKNFNM |  | NKVKARVILS |  | GKASNNPPFV |  | IHDMETLCMA |
| EKTLVAKLVA |  | NGIQNKEAEV |  | RIFHCCQCTS |  | VETVTELTEF |  | AKAIPGFANL |
| DLNDQVTLLK |  | YGVYEAIFAM |  | LSSVMNKDGM |  | LVAYGNGFIT |  | REFLKSLRKP |
| FCDIMEPKFD |  | FAMKFNALEL |  | DDSDISLFVA |  | AIICCGDRPG |  | LLNVGHIEKM |
| QEGIVHVLRL |  | HLQSNHPDDI |  | FLFPKLLQKM |  | ADLRQLVTEH |  | AQLVQIIKKT |
| ESDAALHPLL |  | QEIYRDMY   |  |            |  |            |  |            |

A: Аланін

C: Цистеїн

D: Аспарагінова кислота

E: Глутамінова кислота

F: Фенілаланін

G: Гліцин

H: Гістидин

I: Ізолейцин

K: Лізин

L: Лейцин

M: Метіонін

N: Аспарагін

P: Пролін

Q: Глутамін

R: Аргінін

S: Серин

T: Треонін

V: Валін

Кодований геном білок за функціями належить до рецепторів, активаторів. 
Задіяний у таких біологічних процесах, як транскрипція, регуляція транскрипції, біологічні ритми, альтернативний сплайсинг. 
Білок має сайт для зв'язування з ліпідами, іонами металів, іоном цинку, ДНК. 
Локалізований у ядрі.